# Agricultura Bangladeshului
În Bangladesh, 70% din populație lucrează în agricultură și circa 65% din suprafața țării este cultivată, alte 5 la sută fiind pășuni. Totuși, productivitatea scăzută este o problemă în multe regiuni. 

## Culturi agricole
Se cultivă o gamă restrânsă de plante pentru comerț, în principal iuta iar pentru hrană, orezul.
Iuta este principala sursă de venit din export, cultivându-se peste 700.000 de tone, un sfert din producția totală a lumii. Jumătate din recoltă se exportă în formă brută, restul prelucrat în țesătură de hessian, pânză de sac și întăritură pentru covoare. Orezul și iuta cresc în regiuni similare, ambele necesitând apă și temperaturi ridicate.
75% din teren este folosit la producerea zahărului, producția totală fiind de circa 20 milioane de tone, comparabilă cu cea a Thailandei. În regiunile mai răcoroase din Chittagong și Sylhet este des întâlnită producția de ceai (40.000 de tone). Se cultivă cartofi, leguminoase și tutun.

## Zootehnia
În ciuda lipsei de spațiu, animalele sunt numeroase; aprox. 91 de milioane păsări de casă, 23 milioane de vite și 1,9 milioane de bivoli.
Pescuitul este o altă sursă importantă de hrană, și peste un milion de oameni sunt implicați în piscicultură.

## Factorii agro-climatici
Bangladesh are o climă musonică cu trei anotimpuri distincte. Anotimpul răcoros între noiembrie - februarie, anotimpul ploios din lunile martie - iunie și principalul anotimp ploios între iunie și septembrie. Ploile sunt mari și frecvente în iunie, cu cantitate medie de precipitații de aproximativ 500 mm. Între septembrie și noiembrie ploile sunt mai puțin frecvente, dar  pot fi puternice. Aceasta este perioada cicloanelor tropicale. 
La Dacca, temperaturile medii sunt de 17°C în ianuarie - luna cea mai răcoroasă, cresc până la 34°C în aprilie, mai și iunie și scad ușor la 30°C când începe anotimpul ploios.

## Principalele centre agricole
În Dacca s-au dezvoltat morile de iută și de orez. Totuși, Chittagong exportă cea mai mare parte a iutei și are mai multe industrii grele. Este principalul port maritim unde se practică piscicultura.